# Awaruite
Awaruite (ou awaruita) é uma liga natural de níquel e ferro com uma composição de Ni2Fe a Ni3Fe.

## Descrição
A awaruite ocorre em depósitos naturais por concentração (placers) de origem fluvial derivados de peridotitos e ofiolitos serpentinizados. Também ocorre como um componente raro em meteoritos. Ocorre em associação com ouro nativo e magnetite em depósitos fluviais; com cobre, heazlewoodite, pentlandite, violarite, cromite e millerite em peridotitos; com kamacite, allabogdanite, schreibersite e grafite em meteoritos.
A awaruite foi descrito pela primeira vez em 1885 com base numa ocorrência ao longo do Gorge River, perto de Awarua Bay, South Island, Nova Zelândia, a sua localidade tipo.
A awaruite também é conhecido como josephinite com base numa ocorrência em Josephine County, Oregon onde é encontrado como pepitas de plácer em canais de riachos e massas serpentinizadas do peridotito de Josephine. Algumas pepitas contêm granadas do tipo andradite.
Uma ocorrência de awaruita foi explorada comercialmente como minério num grande depósito de baixo teor no centro da British Columbia, a cerca de 90 km a noroeste de Fort St. James. No depósito ocorre awaruite disseminada no complexo ultramáfico de ofiolitos do Mount Sidney Williams.